# Grodno (województwo kujawsko-pomorskie)
Grodno – wieś w Polsce położona w województwie kujawsko-pomorskim, w powiecie włocławskim, w gminie Baruchowo.
| SIMC    | Nazwa      | Rodzaj    |
| ------- | ---------- | --------- |
| 1032232 | Kontrowers | część wsi |
| 0857806 | Krzyżówki  | część wsi |
| 1032315 | Trępki     | część wsi |

W latach 1975–1998 miejscowość administracyjnie należała do województwa włocławskiego. Według Narodowego Spisu Powszechnego (III 2011 r.) liczyła 175 mieszkańców. Jest dziewiątą co do wielkości miejscowością gminy Baruchowo.
W Grodnie urodził się poseł IV i V kadencji Lech Kuropatwiński.